# إيلير دورو
إيلير دورو (بالألبانية: Ilir Duro‏) هو لاعب كرة قدم ألباني في مركز الهجوم، ولد في 25 يوليو 1966 في كافايه في ألبانيا. لعب مع KF Besa Kavajë ‏.